# San Miguel de Meruelo
San Miguel de Meruelo es la capital del municipio de Meruelo (Cantabria, España). En el año 2024 contaba con una población de 1445 habitantes (INE). La localidad se encuentra a 60 metros de altitud sobre el nivel del mar, y está a 41 kilómetros de distancia de la capital cántabra Santander.

## Localización
Por la autovía Santander-Bilbao, tomar la salida 185 (Beranga / Meruelo / Isla / Noja) donde se enlaza con la Nacional 364, coger la CA 147 en la rotonda de Beranga y a 5 km la CA 454 dirección Meruelo.
El municipio de Meruelo se encuentra en el norte de España, en la costa oriental de Cantabria, y aunque no da al mar, se encuentra muy cerca de las playas más turísticas como son las de Noja, Isla o Laredo. Distando 41 km de Santander.
El ayuntamiento de Meruelo comprende las localidades de San Miguel, su capital; San Mamés, residencia de ilustres linajes, y San Bartolomé o Vierna, espléndido espacio natural cuya belleza le asemeja a los pueblos de montaña con sus cerros y oteros, promontorios y zonas abruptas que reflejan la transición entre la costa y las cordilleras del sur de la región.
En el entorno
Actividades:
Surf a 5 min;
Caballos, golf, pesca submarina, piragüismo y 4x4 a 10 min;
Vela y excursiones en yate a 15 min.
Naturaleza:
Las marismas de Santoña y Joyel son uno de los estuarios de mayor valor ecológico del norte de España, refugio invernal y paso migratorio de más de 80 especies de aves.
Playas:
Muy cerca las de Noja, Isla, Ajo y Berria.
Arte:
En Arnuero: Iglesia parroquial con retablo plateresco.
En Santoña: Iglesia gótica de Santa María del Puerto, con un interesante retablo flamenco.
En Ajo: Iglesia y Convento del siglo XVI y en Santa María de Bareyo, una muestra interesante del románico montañés.
- Datos: Q6119459
- Multimedia: San Miguel de Meruelo / Q6119459